# 九嶋勝司
九嶋勝司（1911年2月20日—2005年8月31日），日本秋田縣人，日本婦科醫學家。

## 生平
1936年，畢業於日本东北大学医学系。1951年，任福島醫科大學教授。1956年，任日本东北大学教授。1962年12月，任学术会议会员。1969年，任秋田大学医学部长，1976年2月，任秋田大学校长。著有《妊娠中毒症的临床》、《更年期》、《妇女的精神症》等书。